# Manoir de l'Épine
Le manoir de l'Épine ou maison de Denneville est une demeure fortifiée, de la fin du XVIe ou du début du XVIIe siècle, qui se dresse sur le territoire de la commune française de Gatteville-le-Phare, dans le département de la Manche, en région Normandie.

## Localisation
La manoir de l'Épine est situé  au hameau de Denneville, chemin du Brot, entre les manoirs des Tourelles et du Broc, en bordure de l'ancienne route royale, à 2 kilomètres au sud-ouest de l'église Saint-Pierre de Gatteville-le-Phare, dans le département français de la Manche.

## Historique
Le manoir, exemple type de la maison forte du nord-Cotentin, a été bâti à la fin du XVIe ou du début du XVIIe siècle, période où le pays se ressentait encore des suites des guerres de Religion par des membres de la famille de Hennot. Il fut la possession de Jean-Thomas de Hennot († 1662) dont les armes la famille sont portées sur l'enseigne à l'entrée,.

## Description
Le logis, bâti en lit de moellons de granit équarris, situé au fond d'une cour entourée de murs, n'a que deux niveaux. Sur sa droite (à l'est), une échauguette d'angle défensive supportée par un culot à cinq boudins ne s'éclaire que par un oculus ovale en largeur ; il se peut que la partie gauche ne fut jamais construite. Les baies étroites, à bords et linteaux ébrasés, sont toutes dans le style du XVIe siècle, et, en façade, à la hauteur des fenêtres de l'étage trois rangs de niches pour pigeons forment une curieuse décoration régulière.
L'échauguette en encorbellement domine une porte extérieure piétonne avec au-dessus trois grosses pierres arrondies semblables à des bédaines de l'antique artillerie. La linteau droit de la porte est soutenu de chaque côté par des corbeaux frustes.
Le pignon droit s'éclaire à l'étage par une fenêtre étroite et à la hauteur des greniers, par deux petites fenêtres en forme de meurtrière. La façade arrière (façade nord) est quant à elle restée pratiquement intacte.
La toiture en pierre de schiste, qu'agrémente un faîtage en dentelle, est surmontée par trois grosses souches de cheminées rectangulaires en grosses pierres taillées. Les lucarnes sont de facture récentes. De très nombreuses meurtrières, arquebusières et un assommoir au-dessus d'une des portes d'entrée confirment son rôle de maison forte du XVIe siècle dans le Cotentin, déchiré par les luttes religieuses. Les jardins sont également clos de murs percés de meurtrières.